# Хлорид кальция (лекарственное средство)
Хлори́д ка́льция (CaCl2; коммерческое название — хлористый кальций) — лекарственное средство, восполняющее дефицит Ca2+.

## Фармакологическое действие
Восполняет дефицит Ca2+, необходимого для осуществления процесса передачи нервных импульсов, сокращения скелетных и гладких мышц, деятельности миокарда, формирования костной ткани, свёртывания крови. Снижает проницаемость клеток и сосудистой стенки, предотвращает развитие воспалительных реакций, повышает устойчивость организма к инфекциям и может значительно усиливать фагоцитоз (фагоцитоз, снижающийся после приёма NaCl, возрастает после приема Ca2+). При внутривенном введении стимулирует симпатический отдел вегетативной нервной системы, усиливает выделение надпочечниками адреналина, оказывает умеренное диуретическое действие.

## Фармакокинетика
Приблизительно ⅕—⅓ часть перорально введённого препарата всасывается в тонком кишечнике; этот процесс зависит от присутствия витамина D, pH, особенностей диеты и наличия факторов, способных связывать Ca2+. Абсорбция Ca2+ возрастает при его дефиците и использовании диеты со сниженным содержанием Ca2+. В плазме около 45 % находится в комплексе с белками. Около 20 % выводится почками, остальное количество (80 %) удаляется с содержимым кишечника.

## Показания
Внутривенное введение хлорида кальция показано для лечения гипокальциемии в условиях, требующих быстрого повышения уровня кальция в плазме.
Медицинская литература также ссылается на применение хлорида кальция для устранения интоксикации магнием в результате передозировки сульфата магния, а также для коррекции пагубного влияния гиперкалиемии на сердечный ритм (под постоянным контролем с помощью ЭКГ). Тем не менее адекватные рандомизированные клинические исследования для последних двух показаний не проводились.

Хлорид кальция применяется при отравлениях солями магния, щавелевой кислотой и её растворимыми солями, а также растворимыми солями фтористой кислоты.

## Противопоказания
Гиперчувствительность, гиперкальциемия, атеросклероз, склонность к тромбозам.

## Режим дозирования
Внутривенно медленно (по 6—8 кап/мин), по 5—15 мл 10 % раствора, разбавляя перед введением в 100—200 мл 0.9 % раствора NaCl или 5 % раствора глюкозы. Внутрь, после еды, в виде 5—10 % раствора 2—3 раза в сутки. Взрослым назначают по 10—15 мл на прием, детям — по 5—10 мл.

## Побочные эффекты
При приёме внутрь — гастралгия, изжога. При внутривенном введении — ощущение жара, гиперемия кожи лица, брадикардия, при быстром введении — фибрилляция желудочков сердца. Местные реакции (при внутривенном введении): боль и гиперемия по ходу вены, при неудачном введении — местный некроз тканей.

## Особые указания
Нельзя вводить подкожно или внутримышечно — возможен некроз тканей (высокие концентрации CaCl2, начиная с 5 %, вызывают сильное раздражение). При внутривенном введении CaCl2 появляется ощущение жара сначала в полости рта, а затем по всему телу (ранее использовали для определения скорости кровотока — время между моментом его введения в вену и появлением ощущения жара).

## Взаимодействие
Замедляет абсорбцию тетрациклинов, дигоксина, пероральных препаратов Fe (интервал между их приемами должен быть не менее 2 ч). При сочетании с тиазидовыми диуретиками может усиливать гиперкальциемию, снижать эффект кальцитонина при гиперкальциемии, снижает биодоступность фенитоина.